# Edward Winslow

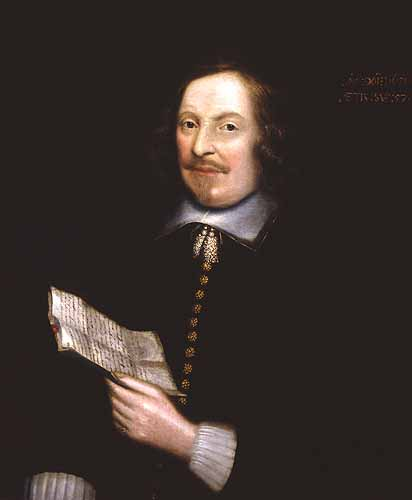
Edward Winslow

Edward Winslow (Droitwich Spa, 18 oktober 1595 – Jamaica, 8 mei 1655) was een leider van de Pilgrim Fathers die aan boord van de Mayflower naar Noord-Amerika vertrokken. In 1633, 1634 en in 1644 was hij gouverneur van de Plymouth Colony. Zijn getuigenis in Mourt's Relation – die hij samen met William Bradford zou hebben geschreven – is een van de zeer weinige documenten uit de tijd van de eerste Thanksgiving.

## Biografie
Winslow volgde onderwijs aan de King's School in Worcester, waarna hij als leerjongen in dienst trad bij een Londense drukkerij. In 1617 verhuisde hij naar Leiden, waar hij zich aansloot bij de kerk van John Robinson. In 1620 was hij een van de pelgrims die op de Mayflower naar New England voeren en daar een kolonie stichtten.
In mei 1616 trouwde Edward Winslow met Elizabeth Barker, die met hem meeging op de Mayflower, maar snel na de aankomst in Plymouth overleed. Winslow werd ook vergezeld door zijn kinderen, de leraar George Soule en een bediende. In mei 1621 trouwde Winslow opnieuw met Susannah White, de moeder van Peregrine White die het eerste kind was dat geboren werd bij de New England- kolonisten. In Plymouth Colony woonde Winslow op een landgoed genaamd Careswell. Ook stichtte hij hier het latere Marshfield.
In naam van zijn bondgenoten onderhandelde Winslow met de naburige inheemse bevolking van Amerika en raakte bevriend met het opperhoofd, Massasoit. In 1643 was hij een van de gevolmachtigden van de Verenigde Koloniën van New England. Bij gelegenheid werd hij naar Engeland gestuurd omwille van het belang van de kolonies Plymouth en Massachusetts Bay die hij beschermde tegen aanvallen van onder andere John Lyford, Thomas Morton en Samuel Gorton. Na zijn laatste missie als vertegenwoordiger van Massachusetts Bay in oktober 1646 bracht Winslow negen jaar door in Engeland, waar hij een kleine betrekking had onder Oliver Cromwell. In 1654 werd hij lid van een commissie die tot doel had de waarde te bepalen van een aantal Engelse schepen die door Denemarken waren verwoest.
In 1655 werd Winslow aangesteld als leider van drie Engelse gevolmachtigden die door Cromwell op expeditie naar de Caraïben waren gezonden om daar twee admiraals te adviseren, maar hij stierf nabij Jamaica en werd op zee begraven. Een portret van Wilson is te zien in de galerij van het Pilgrim Hall Museum.
Winslows zoon Josiah werd ook pilgrimleider en gouverneur van Plymouth Colony.